# Dispersión de rayos X en ángulo pequeño
La dispersión de rayos X de ángulo pequeño (SAXS, por sus siglas en inglés) es una técnica de dispersión de ángulo pequeño que permite cuantificar las diferencias de densidad a nanoescala en una muestra. Esto significa que puede determinar distribuciones de tamaño de nanopartículas, resolver el tamaño y la forma de macromoléculas (monodispersas), determinar tamaños de poros, distancias características de materiales parcialmente ordenados, etc. Esto se consigue analizando el comportamiento de dispersión elástica de los rayos X cuando viajan a través del material, registrando su dispersión en ángulos pequeños (normalmente de 0,1 a 10°, de ahí el "ángulo pequeño" de su nombre). Pertenece a la familia de las técnicas de dispersión de ángulo pequeño (SAS) junto con la dispersión de neutrones de ángulo pequeño, y se suele realizar utilizando rayos X duros con una longitud de onda de 0,07 - 0,2 nm. Dependiendo del rango angular en el que pueda registrarse una señal de dispersión clara, SAXS es capaz de proporcionar información estructural de dimensiones comprendidas entre 1 y 100 nm, y de repetir distancias en sistemas parcialmente ordenados de hasta 150 nm. USAXS (dispersión de rayos X en ángulo ultrapequeño) puede resolver dimensiones aún mayores, ya que cuanto menor es el ángulo registrado, mayores son las dimensiones del objeto sondeado. 
SAXS y USAXS pertenecen a una familia de técnicas de dispersión de rayos X que se utilizan en la caracterización de materiales. En el caso de macromoléculas biológicas como las proteínas, la ventaja de SAXS sobre la cristalografía es que no se necesita una muestra cristalina. Además, las propiedades de SAXS permiten investigar la diversidad conformacional de estas moléculas. Los métodos de espectroscopia de resonancia magnética nuclear encuentran problemas con macromoléculas de mayor masa molecular (> 30-40 kDa). Sin embargo, debido a la orientación aleatoria de las moléculas disueltas o parcialmente ordenadas, el promediado espacial conlleva una pérdida de información en SAXS en comparación con la cristalografía. 

## Aplicaciones
SAXS se utiliza para determinar la estructura a microescala o nanoescala de sistemas de partículas en términos de parámetros como el tamaño medio de las partículas, su forma, distribución y relación superficie-volumen. Los materiales pueden ser sólidos o líquidos y pueden contener dominios sólidos, líquidos o gaseosos (las denominadas partículas) del mismo material o de otro en cualquier combinación. No sólo pueden estudiarse las partículas, sino también la estructura de sistemas ordenados, como las láminas, y los materiales de tipo fractal. El método es preciso, no destructivo y suele requerir una preparación mínima de la muestra. Las aplicaciones son muy amplias e incluyen coloides,,, de todo tipo, incluidos complejos interpolielectrolíticos,,, micelas,,,,, microgeles, liposomas,,, polimersomas,, metales, cemento, petróleo, polímeros,,,, plásticos, proteínas,, alimentos y productos farmacéuticos, y pueden encontrarse tanto en investigación como en control de calidad. La fuente de rayos X puede ser una fuente de laboratorio o de luz de sincrotrón, que proporciona un flujo de rayos X mayor. 

### Dispersión de rayos X de ángulo pequeño resonante
Es posible mejorar el rendimiento de la dispersión de rayos X haciendo coincidir la energía de la fuente de rayos X con un borde de absorción resonante, tal y como se hace para la dispersión inelástica resonante de rayos X. A diferencia de las mediciones RIXS estándar, se considera que los fotones dispersados tienen la misma energía que los fotones incidentes. 

## Instrumentos SAXS
En un instrumento SAXS, un haz monocromático de rayos X se dirige hacia una muestra desde la que algunos de los rayos X se dispersan, mientras que la mayoría simplemente atraviesa la muestra sin interactuar con ella. Los rayos X dispersos forman un patrón de dispersión que se detecta en un detector, que suele ser un detector de rayos X plano bidimensional situado detrás de la muestra perpendicular a la dirección del haz primario que golpeó inicialmente la muestra. El patrón de dispersión contiene información sobre la estructura de la muestra. El principal problema que debe superarse en la instrumentación SAXS es la separación de la intensidad dispersa débil del haz principal fuerte. Cuanto menor es el ángulo deseado, más difícil resulta. El problema es comparable al que se encuentra cuando se intenta observar un objeto débilmente radiante cerca del sol, como la corona solar. Sólo si la luna bloquea la fuente de luz principal, la corona se hace visible. Del mismo modo, en SAXS debe bloquearse el haz no disperso que se limita a atravesar la muestra, sin bloquear la radiación dispersa estrechamente adyacente. La mayoría de las fuentes de rayos X disponibles producen haces divergentes, lo que agrava el problema. En principio, el problema podría superarse enfocando el haz, pero esto no es fácil cuando se trata de rayos X y antes no se hacía excepto en sincrotrones donde pueden utilizarse grandes espejos curvados. Por este motivo, la mayoría de los dispositivos de laboratorio de ángulos pequeños se basan en la colimación. Los instrumentos SAXS de laboratorio pueden dividirse en dos grupos principales: instrumentos de colimación puntual e instrumentos de colimación lineal: 

### Instrumentos de colimación puntual
Los instrumentos de colimación puntual tienen agujeros de alfiler que conforman el haz de rayos X en un pequeño punto circular o elíptico que ilumina la muestra. De este modo, la dispersión se distribuye de forma centro-simétrica alrededor del haz de rayos X primario y el patrón de dispersión en el plano de detección consiste en círculos alrededor del haz primario. Debido al pequeño volumen de la muestra iluminada y al desperdicio del proceso de colimación— sólo se permite el paso de los fotones que vuelan en la dirección correcta — la intensidad de la dispersión es pequeña y, por lo tanto, el tiempo de medición es del orden de horas o días en el caso de dispersores muy débiles. Si se utilizan ópticas de enfoque, como espejos curvados o cristales monocromadores curvados, u ópticas de colimación y monocromación, como las multicapas, el tiempo de medición puede reducirse considerablemente. La colimación puntual permite determinar la orientación de sistemas no isótropos (fibras, líquidos cizallados). 

### Instrumentos de colimación lineal
Los instrumentos de colimación lineal restringen el haz sólo en una dimensión (en lugar de dos como en la colimación puntual), de modo que la sección transversal del haz es una línea larga pero estrecha. El volumen de muestra iluminado es mucho mayor en comparación con la colimación puntual y la intensidad dispersa con la misma densidad de flujo es proporcionalmente mayor. Por lo tanto, los tiempos de medición con instrumentos SAXS de colimación lineal son mucho más cortos en comparación con los de colimación puntual y se sitúan en el rango de los minutos. Una desventaja es que el patrón registrado es esencialmente una superposición integrada (una autoconvolución) de muchos patrones estenopeicos adyacentes. El emborronamiento resultante puede eliminarse fácilmente mediante algoritmos sin modelo o métodos de deconvolución basados en la transformación de Fourier, pero sólo si el sistema es isótropo. La colimación lineal es muy beneficiosa para cualquier material nanoestructurado isótropo, por ejemplo, proteínas, tensioactivos, dispersión de partículas y emulsiones.

## Fabricantes de instrumentos SAXS
Entre los fabricantes de instrumentos SAXS se encuentran Anton Paar, Austria; Bruker AXS, Alemania; Hecus X-Ray Systems Graz, Austria; Malvern Panalytical. Países Bajos, Rigaku Corporation, Japón; Xenocs, Francia; y Xenocs, Estados Unidos.